# Obléhání Českých Budějovic (1618–1619)
Obléhání Českých Budějovic v letech 1618–1619 spočívalo ve dvou obléhacích pokusech české stavovské armády dobýt a blokovat opevněné město České Budějovice obsazenou císařskou armádou, na v létě roku 1618, posléze pak od listopadu 1618 do června 1619 v rané fázi třicetileté války. Ani po druhém souvisle tři čtvrtě ročním obléhání nepodnikly stavovské síly po vítězné bitvě u Lomnice žádnou výraznější akci a prostor vyklidily až po prohrané bitvě u Záblatí 10. června 1619. České Budějovice tak zůstaly loajální císaři až do potlačení povstání a celý zbytek války. Druhý obléhací pokus patří po obléhání Olomouce v letech 1643–1645 pak k nejdéle trvajícím obléhacím akcím v českých zemích v rámci třicetileté války.

## Pozadí
Po přijetí Ferdinanda II. za českého krále se vyhrotily spory s českými stavy. Vše vyvrcholilo 23. května 1618, kdy došlo k třetí pražské defenestraci místodržících, čímž vypuklo české stavovské povstání. Stavové si zvolili vládu 30 direktorů a generálem svolané stavovské armády se stal hrabě Jindřich Matyáš Thurn. Zahraniční vojenskou podporu poskytlo pouze Savojsko, které vyslalo dva tisíce žoldnéřů pod vedením Arnošta z Mansfeldu, a Slezsko.

## Obléhání

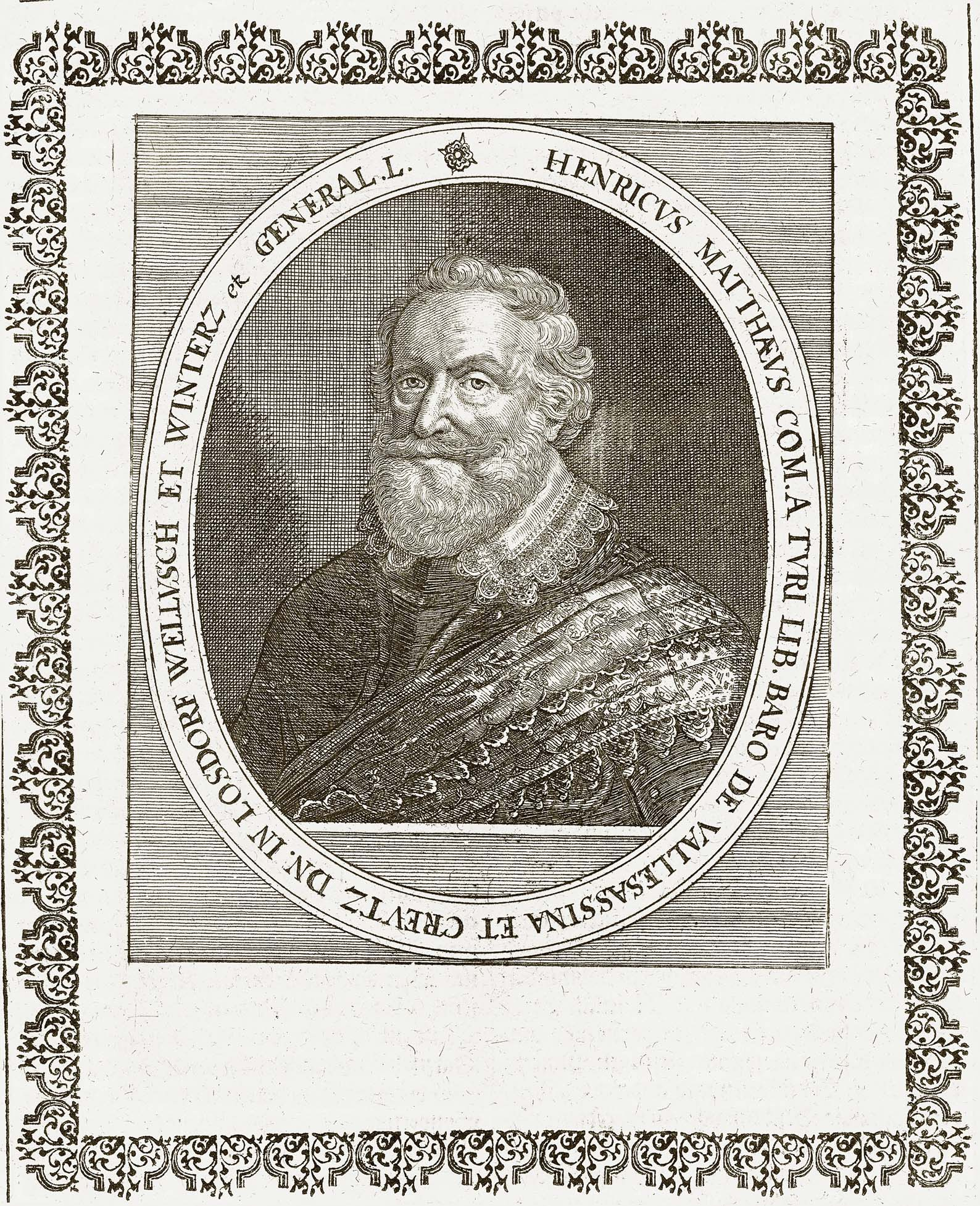
Jindřich Matyáš Thurn, vůdce českého stavovského vojska

### První obléhání stavovskými
Do Českých Budějovic dorazily po informacích o začátku povstání v červnu 1618 zprávy o pohybu Thurnova vojska směrem k městu, které leží na strategické poloze přístupových cest do Rakous. Ve městě následně vypukly třenice mezi zástupci českých stavů, podporovanými měšťanským stavem, a císařskými loajalisty, především řemeslníky a chudinou, reprezentovanými Janem Aulnerem z Birkenfelsu, vojenským velitelem města. Mezitím okolo 20. června dorazil k městu Thurn, který předtím obsadil nedaleký Rudolfov, a zaujal s vojskem obléhací postavení. Převahu nad městem nakonec získali podporovatelé císaře, kteří mj. zmařili pokus měšťanů o noční vpuštění stavovského vojska za brány města.
Císař Matyáš Habsburský, poté, co obdržel zprávy o vypuknutí povstání, začal svolávat armádu, která měla v Čechách zakročit, s primárním cílem obsazení Prahy. Španělští Habsburkové mu pak vyslali na pomoc vojsko vedené generálem Karlem Bonaventurou Buquoyem. Již začátkem srpna 1618 překročily vojenské sbory generála Jindřicha Duvala Dampierra českou hranici a provedly pak neúspěšné obléhání Jindřichova Hradce. Posléze vojsko obsadilo Pelhřimov a připravovalo se k tažení na Prahu. Mezitím Mansfeld plenil v Čechách katolické statky a dobyl Plzeň. V reakci na pohyb císařského vojska Thurn od Budějovic odtáhl směrem do středních Čech, kde pak v polovině září došlo k prvnímu nepřímému střetu obou armád v bitvě u Čáslavi. Pouze v Rudolfově byly ponechány dva stavovské pěší prapory.

### Druhé obléhání stavovskými

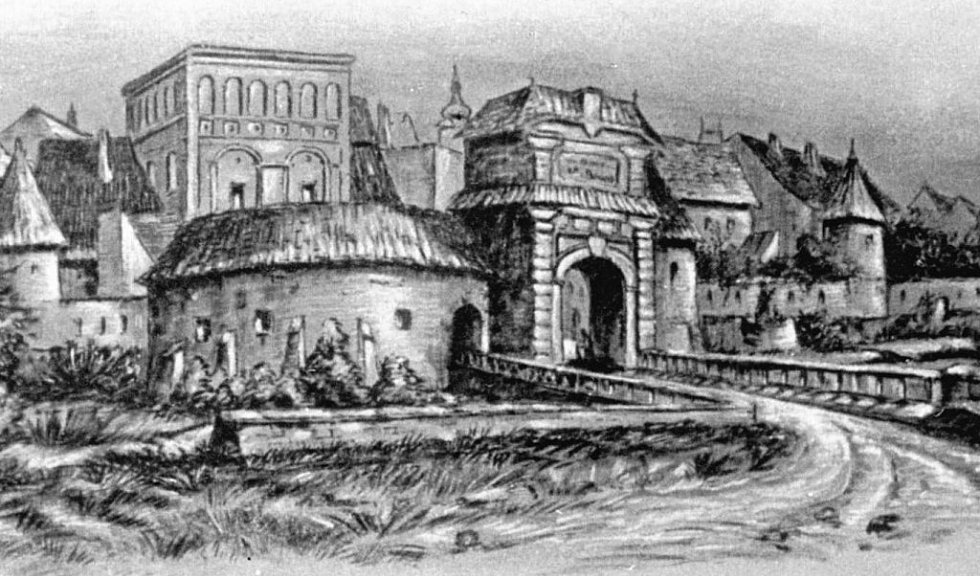
Kresba tzv. Pražské brány, součásti opevnění Budějovic, zbořené roku 1872

Buqoyovo vojsko se po čáslavském střetu stáhlo do svých původních pozic u Pelhřimova, kde pak 18. října utrpělo porážku následkem stavovského výpadu. Po dvou týdnech vyklidilo své pozice a 3. listopadu Pelhřimov i své vojenské ležení u Branišova opustilo a posléze opětovně neúspěšně zaútočilo na Jindřichův Hradec. Bojem a pochodem zmožené císařské vojsko bylo pak opětovně poraženo v bitvě u Lomnice 9. listopadu a následně se bezprostředně poté začalo stahovat do Českých Budejovic s úmyslem zde přezimovat. Na ústupu jej pronásledovaly čerstvé jednotky Georga Friedricha hraběte von Hohenlohe a opětovně České Budějovice oblehly. Buqoyovým mužům a městské posádce se podařilo včas zdokonalit městské opevnění, které téměř znemožňovalo stavovský útok s šancí na úspěch. Okolo města se po příchodu stavovských rozpoutaly zuřivé boje, v nichž stavovská vojska zvítězila a přinutila císařské k ústupu do města nebo do Rakous. Město bylo opět obleženo. Zima 1618–1619 byla zlá pro obě strany, hůř ale strádaly Budějovice, v nichž vypukly rozsáhlé epidemie, často např. úplavice. Ty si vyžádaly mnoho obětí jak mezi měšťany, tak v řadách císařských vojáků se stovkami, časem až tisíci oběťmi. Johann Aulner z Birkenfelsu v roce 1618 zemřel. V lednu a únoru 1619 podpořil obléhací operace se svým vojskem též krnovský kníže Jan Jiří Krnovský.
Do města počátkem jara 1619 přicházely posily z Rakous. K dalšímu přímému polnímu střetu mezi Mansfeldem a Buquoyem, který z Budějovic vytáhl, došlo 10. června 1619 v bitvě u Záblatí mezi Vodňany a Hlubokou. V této bitvě zvítězila císařská armáda. Stavovské vojsko se již tehdy potýkalo s nedostatkem peněz k placení žoldu, zatímco členové direktoria se horlivě obohacovali ze zabaveného pokladu Rudolfa II. V důsledku této situace byly stavovské oddíly nuceny v červnu 1619 obléhání zanechat a stáhnout se směrem ku Praze.
Celkový počet obětí na obou stranách dosáhl několik set až tisíc padlých a zemřelých.

## Důsledky
Budějovičtí po odchodu stavovského vojska využili příležitosti a přesvědčili Buqoye, že je třeba exemplárně potrestat vzbouřenecký Rudolfov, který Budějovicím značně konkuroval. Jelikož císařský velitel to původně za nutné nepovažoval, byla mu v rámci diskuse na toto téma vyplacena nemalá částka ve zlatě a Rudolfov byl dne 15. června 1619 císařským vojskem a českobudějovickým měšťanským praporcem, vedeným Fabiánem Welsem z Welsenbergu, vypleněn, vypálen a srovnán se zemí. V Rudolfově bylo zabito mnoho civilních obyvatel.
Uhájením města se mohly císařské Buqoyovy síly opřít jako o pevnostní základnu pro své protistavovské výpady. V září 1620 zahájily spojené císařsko-ligistické armády tažení do Čech, jehož výsledkem bylo potlačení rebelie po rozhodující porážce v bitvě na Bílé hoře 8. listopadu 1620 a na čas utichnutí bojů v Čechách. Po zbytek třicetileté války se Budějovicím boje vyhnuly. Město však, vzhledem ke své loajalitě císaři Ferdinandu II. a následně Ferdinandu III., sloužilo jako týlová základna a prostor pro formování jednotek. Během třicátých let 17. století se České Budějovice, vzhledem k bojům ve středních a severních Čechách po vpádu Sasů, staly dočasně hlavním městem, do kterého byly přesunuty některé důležité úřady z Prahy. V letech 1634–1635 byly dokonce v Budějovicích umístěny české korunovační klenoty. V roce 1634 byli v Českých Budějovicích vyšetřováni důstojníci a generálové zatčení po zavraždění Albrechta z Valdštejna – vévoda Julius Jindřich Sasko-Lauenburský, generál jezdectva Jan Arnošt Scherffenberk, generál jezdectva Jan Oldřich Šafgoč (Schaffgotsch), generál polní zbrojmistr Arnošt Jiří Sparr, plukovník Petr Losy, plukovník František Vilém Mohr a podplukovník Julius Jindřich Hammerle. Další rozvoj města pak v červenci 1641 zastavil rozsáhlý požár, během něhož lehla popelem více než polovina města.